# Глаппа (король Берніції)
Глаппа (давн-англ. Glappa; ? —560) — 2-й король Берніції у 559—560 роках.

## Життєпис
Походив з англського роду Еоппінгів. Старший син Іди, короля Берніції, та Беарнох. Втім деякі дослідники ставлять під сумнів належність Глаппи до синів Іди. Можливо він був братом або небожем Іди. Проте залишається прийнятною перша версія. Про дату народження та молоді роки нічого невідомо.
У 559 році після смерті свого батька Іди, Глаппа став новим королем Берніції. Він продовжив війну проти Стратклайда та Евраука. В одній з битв Глаппа загинув, проволодарювавши декілька місяців. Йому спадкував брат Адда.